# Contea della Scania
La Scania (in svedese Skåne) è la contea più meridionale della Svezia. Confina a nord con le contee di Halland, Kronoberg, Blekinge e con la regione danese di Hovedstaden tramite il Ponte di Øresund mentre ad est, ovest e sud con il mar Baltico e con lo stretto di Öresund/Øresund.

## Storia
Storicamente la provincia della Scania è parte della Skåneland che, insieme allo Jutland e alle "isole" costituirono la Danimarca. Nel 1658, in seguito al trattato di Roskilde, la Terra Scania divenne possesso della Svezia, ma mantenendo le sue vecchie leggi e la sua Dieta. Tuttavia l'isola di Bornholm si ribellò e tornò alla Danimarca mentre le altre province furono incorporate nella Svezia.

## Geografia fisica
- Punto più elevato: Söderåsen, 212 m s.l.m.
- Punto più basso: Kristianstad, −2,7 m s.l.m.
- Lago più ampio: Ivösjön
- Parchi nazionali: Dalby Söderskog, Söderåsen, Stenshuvud

La zona sud è per lo più pianeggiante con un suolo molto fertile, tanto da renderla una delle regioni agricole più produttive dell'Europa settentrionale e per parecchi secoli fu il granaio della Danimarca, cosa che ne fece una regione molto contesa. Ancora oggi ha il 30% della superficie coltivata della Svezia.

## Società

### Lingue e dialetti
La lingua ufficiale è lo Svedese, ma la maggior parte degli abitanti conosce e parla un dialetto che nella sua forma più antica costituisce il ramo orientale della lingua danese. Al giorno di oggi la forma antica viene parlata da non più del 10% della popolazione, principalmente nelle aree rurali. Il dialetto dell'isola di Bornholm ha le stesse origini. Si dice che lo scanese moderno è svedese in bocca danese. Per maggiori informazioni si vedano le opere di Johannes Broendum Nielsen.

## Cultura

gotica

è sicuramente quella che più influenza le forme e le strutture dei palazzi antichi.
- A Lund, centro culturale, si trova la famosa cattedrale (1085-1145), esempio tipico del romanico
- Dal 1666 la città di Lund ospita anche una delle più antiche università della Svezia
- Selma Lagerlöf fa cominciare il romanzo Le fantastiche avventure di Nils proprio dalla Scania
- Nella municipalità di Kristianstad si trova la Chiesa Vittskövle risalente al XII-XIII secolo
- Henning Mankell ambienta i suoi gialli nella città di Ystad e nelle zone circostanti

## Municipalità

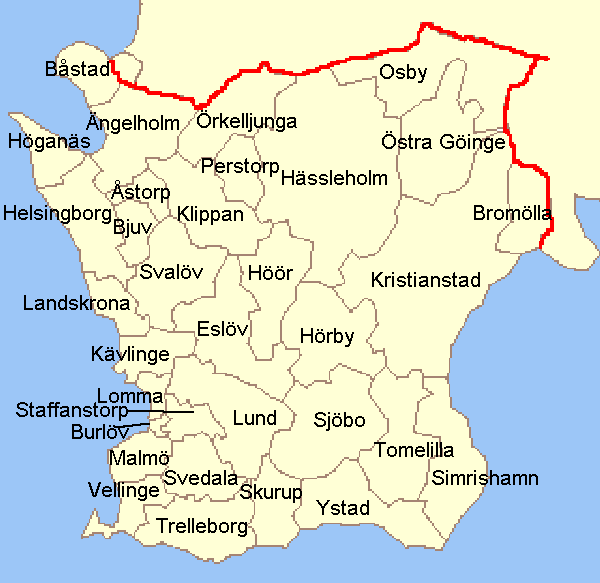
Municipalità della Scania

La contea della Scania è suddivisa in 33 municipalità:
- Bjuv
- Bromölla
- Burlöv
- Båstad
- Eslöv
- Helsingborg
- Hässleholm
- Höganäs
- Hörby
- Höör
- Klippan
- Kristianstad
- Kävlinge
- Landskrona
- Lomma
- Lund

- Malmö
- Osby
- Perstorp
- Simrishamn
- Sjöbo
- Skurup
- Staffanstorp
- Svalöv
- Svedala
- Tomelilla
- Trelleborg
- Vellinge
- Ystad
- Åstorp
- Ängelholm
- Örkelljunga
- Östra Göinge

## Infrastrutture e trasporti
I trasporti pubblici stradali (autobus e filobus) e ferroviari in questa contea sono gestiti dall'azienda svedese denominata Skånetrafiken.

## Aree naturali protette
In questa contea si trovano il Parco nazionale Dalby Söderskog, il Parco nazionale Söderåsen e il Parco nazionale Stenshuvud.